# Pacific 231 (film)
Pour les articles homonymes, voir Pacific 231.
Pour plus de détails, voir Fiche technique et Distribution.
Pacific 231 est un court métrage (9 min 53 s) français réalisé par Jean Mitry, sorti en 1949.
Il est illustré par la pièce symphonique composée en 1923 par Arthur Honegger, Pacific 231.
La vedette principale est la locomotive à vapeur Pacific 231 E 24 « Chapelon. »
L'adaptation du film est de Jean Mitry et Marc Ducouret, les images d'André Périé (cinéaste officiel de la SNCF), d'André Tadié et Jean Jarret, le son de Georges Leblond.
La machine était conduite sur la ligne Paris-Lille par l'équipage composé de Gilbert Parrage et Jean Grangier.

## Récompense
- Prix du meilleur montage au festival de Cannes en 1949.

## Autour du film
Ce n'est pas le premier essai cinématographique sur cette oeuvre d'Arthur Honegger. Le cinéaste Jean Arroy l'avait mise en image dès 1930 avec déjà un accompagnement symphonique dirigé par le compositeur. Le tournage avait eu lieu à bord d'une Pacific 231 de la ligne Paris-Londres. Commande des Chemins de fer de l'État et de la Southern Railway, ce court-métrage est aujourd'hui considéré comme perdu.